# روتشستر (إلينوي)
روتشستر (بالإنجليزية: Rochester)‏ هي قرية تقع في الولايات المتحدة في إلينوي. يقدر عدد سكانها بـ 3,246 نسمة .

## الموقع الجغرافي
الموقع الجغرافي للمناطق المحيطة بهذه النقطة هو كالتالي: